# Jacques Hermant
Jacques Hermant (* 7. Mai 1855 in Paris; † 5. Juni 1930) war ein französischer Architekt, der als einer der Pioniere des Stahlbetonbaus betrachtet wird.

## Leben
Jacques Hermant war der Sohn des Architekten Pierre-Antoine-Achille Hermant (1823–1903). Später wurde er Professor an der École nationale supérieure des beaux-arts in Paris und gleichzeitig leitender Architekt der Stadt Paris und bei der französischen Regierung. Er gehörte 1906 zu den Verfassern einer ministeriellen Verordnung über die Anwendung von Stahlbeton.

## Bauwerke (Auswahl)

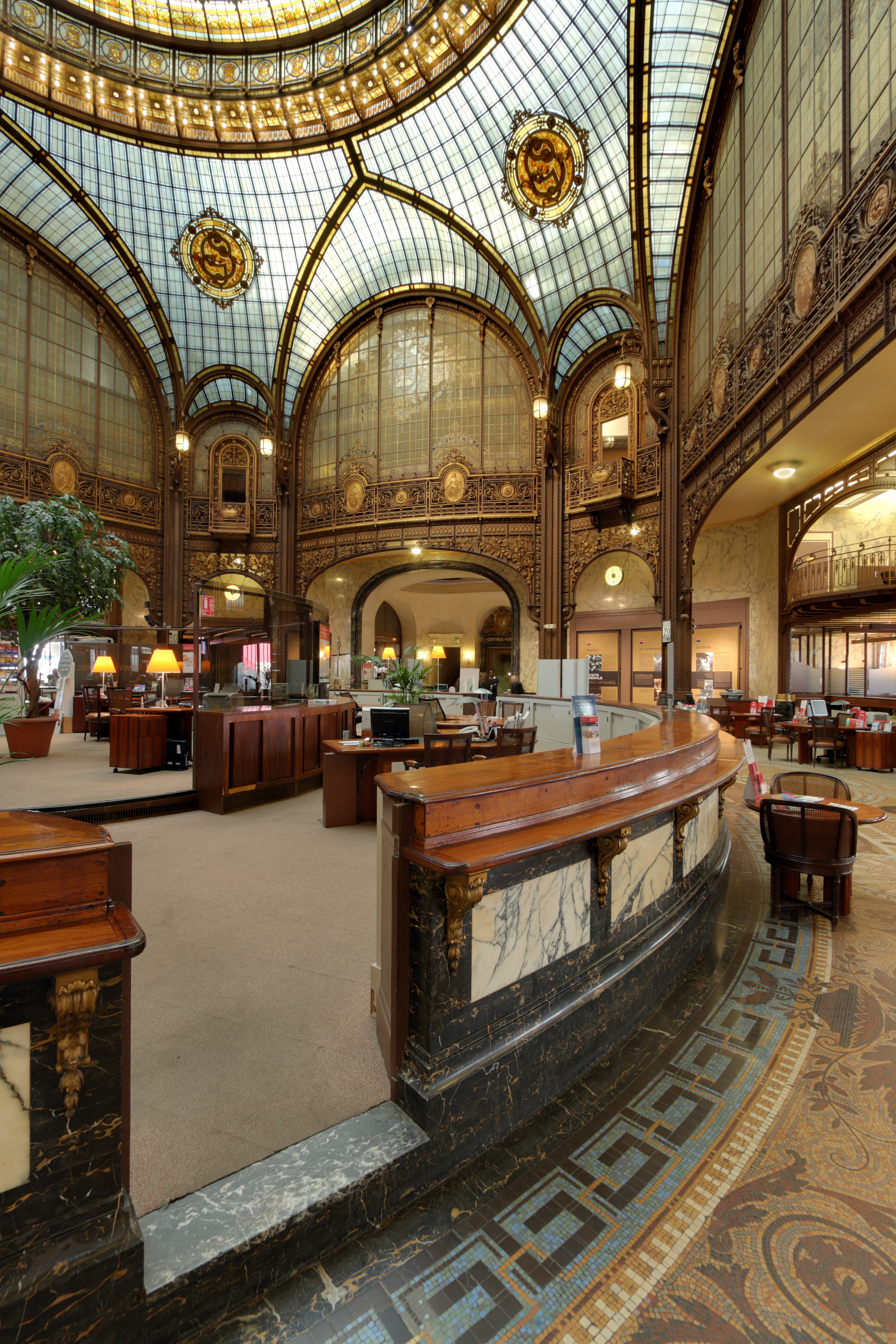
Ehemaliger Hauptsitz der Société Générale in Paris

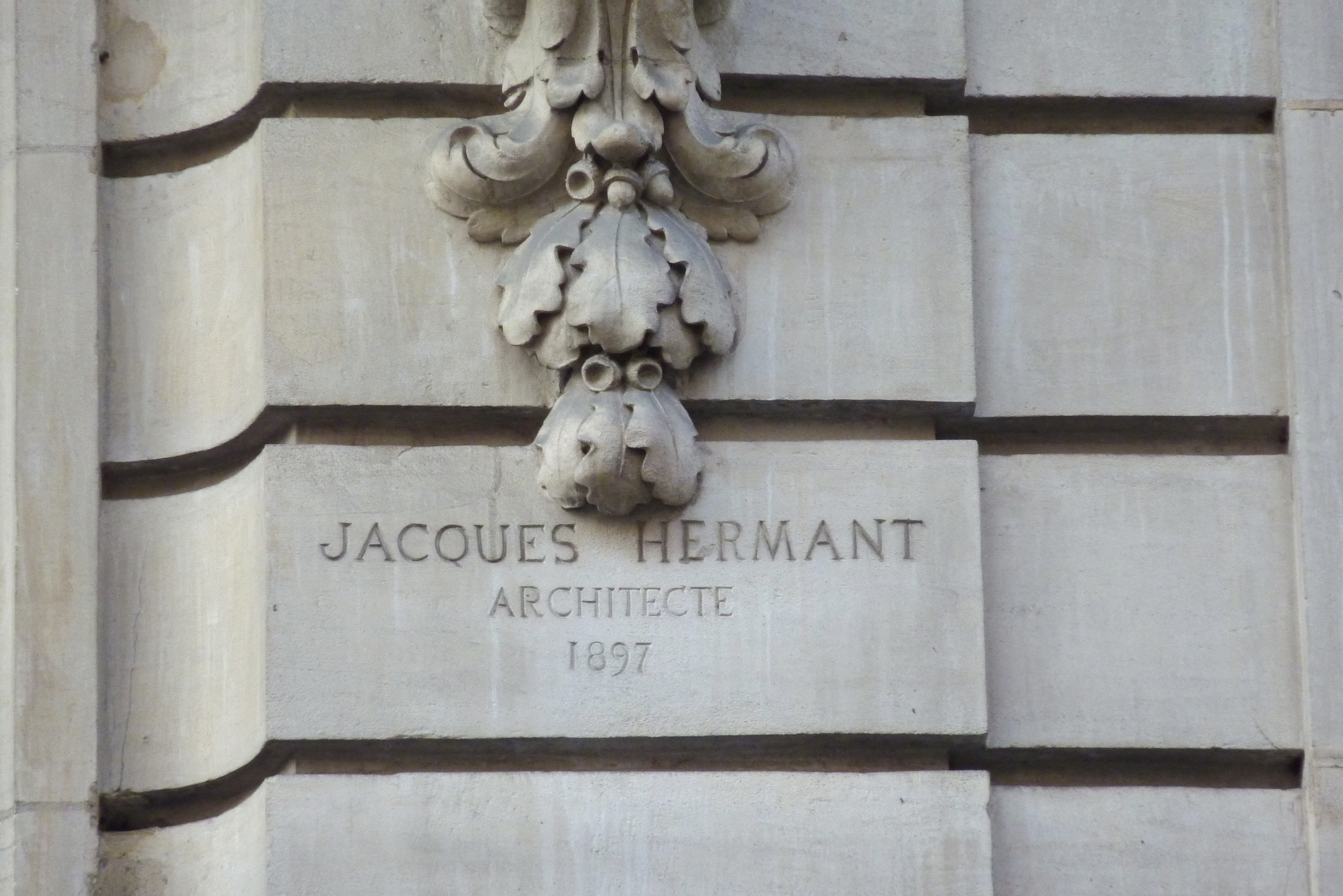
Name von Jacques Hermant auf dem Gebäude 57, rue du Faubourg Poissonnière in Paris

- 1891–1902:   Kaserne der Garde républicaine am Boulevard Henri IV in Paris (4. Arrondissement)
- 1893:        Schule in der Rue Championnet in Paris (18. Arrondissement)
- 1896:        Planung der Rue Ambroise-Thomas in Paris (9. Arrondissement)
- 1897:        Haus Nr. 57, rue du Faubourg Poissonnière in Paris (9. Arrondissement)
- 1897:        Fabrikhalle in Levallois-Perret (48–58, quai Michelet), abgerissen
- 1897–1901:   Kaufhaus Aux Classes Laborieuses, 85/87 rue du Faubourg Saint-Martin in Paris (10. Arrondissement) mit Edmond Coignet
- 1900:        Palais du Génie civil et des Moyens de transports für die Weltausstellung
- 1900:        Schloss von Voisenon
- 1900:        Gebäude Nr. 19, rue Yves Toudic in Paris (10. Arrondissement)
- 1901:        Haus Nr. 134, rue Réaumur in Paris (2. Arrondissement)
- 1901–1902:   Haus von Victor Luc in Nancy
- 1904:        Fabrikhalle in Levallois-Perret (38–44, rue Greffulhe), abgerissen
- 1904:        Galerie des Champs-Élysées in Paris
- 1905–1911:   ehemaliger Hauptsitz der Société Générale, 25 bis 31 boulevard Haussmann in Paris (9. Arrondissement)
- 1905–1907:   Salle Gaveau, Konzertsaal, 45 rue La Boétie in Paris (8. Arrondissement)
- um 1906:     Taverne de Paris, 3 avenue de Clichy in Paris (17. Arrondissement)
- 1913:        Gebäude Nr. 12, rue Gaillon in Paris (2. Arrondissement)
- um 1926      Nebengebäude der Mairie (Rathaus) des 8. Arrondissements

## Auszeichnungen
- 1880: Second Grand Prix de Rome.
- 1929: Commandeur der Légion d’honneur.